# ماركو ألبرتوني
ماركو ألبرتوني (ولد في 5 أغسطس 1995) هو لاعب كرة قدم إيطالي. يلعب لنادي لوكيزي على سبيل الإعارة من نادي جنوى.

## روابط خارجية
- ماركو ألبرتوني على موقع قاعدة بيانات كرة القدم.إي يو (الإنجليزية)
- ماركو ألبرتوني على موقع Soccerway.com (الإنجليزية)